# Municipio de Ora (Illinois)
El municipio de Ora (en inglés: Ora Township) es un municipio ubicado en el condado de Jackson en el estado estadounidense de Illinois. En el año 2010 tenía una población de 514 habitantes y una densidad poblacional de 5,4 personas por km².

## Geografía
El municipio de Ora se encuentra ubicado en las coordenadas 37°54′20″N 89°25′19″O / 37.90556, -89.42194. Según la Oficina del Censo de los Estados Unidos, el municipio tiene una superficie total de 95.12 km², de la cual 94,87 km² corresponden a tierra firme y (0,26 %) 0,25 km² es agua.

## Demografía
Según el censo de 2010, había 514 personas residiendo en el municipio de Ora. La densidad de población era de 5,4 hab./km². De los 514 habitantes, el municipio de Ora estaba compuesto por el 98,05 % blancos, el 0,19 % eran afroamericanos, el 0,19 % eran amerindios, el 0,97 % eran asiáticos y el 0,58 % eran de una mezcla de razas. Del total de la población el 0,39 % eran hispanos o latinos de cualquier raza.